# Chépica
Chepica är en kommun i Chile.   Den ligger i provinsen Provincia de Colchagua och regionen Región de O'Higgins, i den södra delen av landet, 160 km söder om huvudstaden Santiago de Chile.